# Бихачская республика
Бихачская республика (сербохорв. Bihaćka republika / Бихаћка република) — условное название части территории Западной Боснии и Далмации с центром в городе Бихаче, контролируемой войсками НОАЮ в ходе Второй мировой войны после завершения Бихачской операции (29 октября — 20 ноября 1942 года). Общая площадь территории «Бихачской республики»,  соединённой с ранее освобождёнными партизанами районами Лики, Кордуна и Бании и простиравшейся от Рамы и Неретвы до окраин Загреба, Карловаца и Риеки, составляла около 50 тысяч км². На освобождённой территории в городе Бихаче до конца января 1943 года располагался Верховный штаб НОАЮ и Центральный комитет компартии Югославии. Здесь же состоялось 26—27 ноября 1942 года учредительное собрание АВНОЮ.           

## Освобождение территории
Летом и осенью 1942 г. партизанские отряды значительно улучшили свою организацию и тактику. Организованные в мобильные бригады, партизаны могли атаковать и подавлять изолированные гарнизоны Оси размером с батальон, а в некоторых случаях даже сильнее. Партизанские отряды в западной Боснии и Хорватии были в значительной степени усилены с прибытием 6 бригад из восточных районов Югославии летом 1942 года.
Бихач, центральный город территории, был освобожден 4 ноября 1942 года после двухдневного боя 8 краинских и хорватских бригад против 4-й усташской бригады и 12-го хорватского полка ополчения. Некоторые города были освобождены ранее (Войнич, Вргинмост, Кореница, Дрвар, Гламоч, Босански-Петровац), а другие были освобождены в продолжение Бихачской операции: Босанска Крупа 5, Цазин 6 и Слунь 14 ноября. Несколько городов были освобождены в ходе отдельных атак: Яйце 26 ноября, Ливно 15 декабря, Томиславград 19 декабря 1942 г. и Теслич 1 января 1943 г. Удбина и Босанско Грахово были эвакуированы усташскими и итальянскими частями под давлением партизан. Некоторые города были атакованы безуспешно: Босански-Нови и Двор-на-Уни 26-28 ноября и Сански-Мост 10-22 декабря.
В результате этих операций большие участки территории, от Карловаца на западе до Прозора на востоке, были очищены от сил Оси. Партизаны установили контроль над территорией протяженностью около 250 км и шириной 50-70 км. Некоторые города были отбиты силами Оси в ходе локальных атак: (Яйце был повторно оккупирован немцами 6 декабря, а Теслич 8 января), но большая часть территории была повторно оккупирована в результате крупных антипартизанских операций (Вайс-1 и Вайс-2). Немцы заняли Бихач 29 января 1943 года, Дрвар — 27 февраля и Ливно — 5 марта.